# Satyagraha

Gandhi leidt de zoutmars in 1930, een voorbeeld van satyagraha

Satyagraha (Sanskriet: सत्याग्रह satyāgraha, satya, waarheid en agraha, vasthouden aan) is een filosofie en grondbeginsel ontwikkeld door Mahatma Gandhi, dat verband houdt met geweldloze protesten of burgerlijke protesten. Gandhi gebruikte de filosofie tijdens zijn strijd voor een onafhankelijk India en eerder in Zuid-Afrika. Het speelde onder andere een belangrijke rol tijdens de zoutmars, die volgens Gandhi geweldloos moest verlopen. Burgerlijke ongehoorzaamheid en boycots moesten de voornaamste wapens van zijn protestacties vormen.
Satyagraha berust op een aantal basisprincipes:
1. Geweldloosheid (ahimsa)
2. Waarheid — waaronder eerlijkheid.
3. Geen diefstal
4. Kuisheid
5. Geen bezittingen
6. Lichamelijke arbeid
7. Controle over het verhemelte (uitkijken met wat men zegt)
8. Geen angst
9. Gelijk respect voor alle religies
10. Economische strategieën zoals boycots.
11. Vrijheid van onaanraakbaarheid.

Onder anderen Nelson Mandela en Martin Luther King lieten zich door satyagraha inspireren.